# Melonycteris
Melonycteris — рід рукокрилих, родини Криланових, що об'єднує 3 види тварин, які проживають на Соломонових островах і в Папуа Новій Гвінеї.

## Морфологія
Морфометрія. Довжина голови й тіла: 77—106 мм, довжина передпліччя: 42—65 мм. Хвіст відсутній.
Опис. У М. melanops голова темно-коричнева, спина від блідо до золотисто-корицевого кольору і низ темно-коричневий, майже чорний. У М. woodfordi голова і потилиця блідо-руді, спина від оранжевого до червонувато-корицевого, і низ тіла сірувато-коричневий, світліше спини. Melonycteris мають довгі, тонкі язики.

## Поведінка
Живляться нектаром, пилком і соком м'яких фруктів.

## Види
- Melonycteris
  - Melonycteris fardoulisi
  - Melonycteris melanops
  - Melonycteris woodfordi